# Agrypnus gypsatus
Agrypnus gypsatus es una especie de escarabajo del género Agrypnus, tribu Agrypnini, familia Elateridae. Fue descrita científicamente por Candèze en 1891.
Se distribuye por Laos, Birmania y Vietnam.